# Kivalliq

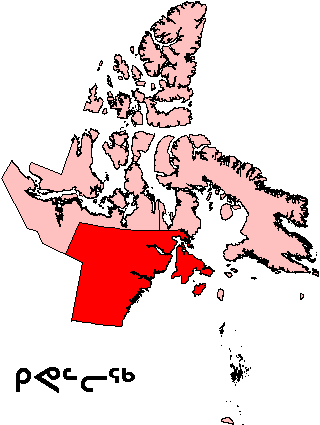
La regió de Kivalliq dins el territori de Nunavut.

Kivalliq (en inuktitut, ᑭᕙᓪᓕᖅ) és una de les tres regions en què es divideix a efectes censals el territori de Nunavut al Canadà.
La regió de Kivalliq té una superfície de 445.109,37 km2, comparable amb la de tot l'Estat Espanyol, és la tercera en mida però la segona en població de les regions de Nunavut. Malgrat que només alberga uns 8.348 habitants, segons el cens de 2006, gairebé tots inuits.
La capital se situa a Rankin Inlet.

## Comunitats
Els seus habitants es distribueixen en 7 comunitats, organitzades en llogarrets. Són:
- Llogarrets:
  - Arviat
  - Baker Lake
  - Chesterfield Inlet
  - Coral Harbour
  - Rankin Inlet
  - Repulse Bay
  - Whale Cove